# Atletski miting Zlatne lige – Oslo 2007.
Prvi atletski miting iz serije Zlatne lige održan je 15. lipnja 2007. u Oslu. Od ukupno 17 disciplina u obje konkurencije postignut je i jedan svjetski rekord. Istrčala ga je Etiopljanka Meseret Defar u utrci na 5000 metara.

## Rezultati

### Atletičari

#### 100 m (ZL)*
1. Asafa Powell 9.94
2. Francis Obikwelu 10.06
3. Marlon Devonish 10.08

#### 200 m
1. Johan Wissman 20.32
2. Brian Dzingai 20.32
3. Jaysuma Saidy Ndure 20.53

#### 800 m
1. Mohammad Alazemi 1:44.56
2. Mohammad Al-Salhi 1:44.89
3. Abraham Chepkirwok 1:44.95

#### 1500 m (ZL)*
1. Kiprop Brimin Kipruto 3:36.27
2. Alvaro Fernandez 3:36.40
3. Alvaro Rodriguez 3:37.04

#### 1 milja
1. Adil Kaouch 3:51.15
2. Augustine Choge 3:51.62
3. Andy Baddeley 3:51.95

#### 110 m s preponama (ZL)*
1. Anwar Moore 13.26
2. David Payne 13.27
3. Thomas Blaschek 13.46

#### Troskok  (ZL)*
1. Phillips Idowu 17,35 m
2. Christian Olsson 17,33 m
3. Aarik Wilson 17,26 m

#### Disk
1. Virgilijus Alekna 70,51 m
2. Gerd Kanter 66,30 m
3. Piotr Malachowski 66,00 m

#### Koplje (ZL)*
1. Tero Pitkämäki 88,78 m
2. Breaux Greer 88,73 m
3. Andreas Thorkildsen 87,79 m

### Atletičarke

#### 100 m s preponama (ZL)*
1. Michelle Perry 12.70
2. Susanna Kallur 12.76
3. Delloreen Ennis London 12.78

#### 3000 m sa zaprekama
1. Eunice Jepkorir 9:19.44
2. Donna MacFarlane 9:26.63
3. Korene Hinds 9:28.86

#### Skok uvis (ZL)*
1. Jelena Slesarjenko 2,02 m
2. Blanka Vlašić 1,98 m
3. Vita Palamar 1,96 m

#### Skok s motkom (ZL)*
1. Jelena Isinbajeva 4,85 m
2. Monika Pyrek 4,60 m
3. Tatjana Polnova 4,55 m

#### 100 m (ZL)*
1. Stephanie Durst 11.22
2. Sheri-Ann Brooks 11.23
3. Cydonie Mothersill 11.25

#### 400 m (ZL)*
1. Sanya Richards 50.26
2. Amy Mbackie Thiam 51.22
3. Shericka Williams 51.32

#### 1500 m
1. Maryan Jamal 4:01.44
2. Julija Fomenko 4:01.58
3. Irina Liščenksa 4:01.82

#### 5000 m
1. Meseret Defar 14:16.63 SR
2. Vivian Cheruiyot 14:22.51
3. Priscah Jepleting 14:44.51

NAPOMENA: discipline s oznakom ZL su discipline u kojima pobjednici svih mitinga Zlatne lige dijele milijunski džekpot